# Playing with Fire
Playing with Fire ist ein Lied der rumänischen Sänger Ovi und Paula Seling. Das Lied war der rumänische Beitrag zum Eurovision Song Contest 2010, nachdem es am 6. März 2010 die Selectia Nationala 2010, den rumänischen Vorentscheid für den ESC, gewonnen hat.

## Hintergrund
Es wurde von Ovidiu Cernăuțeanu selbst komponiert und vom norwegischen Produzenten Simen M. Eriksrud produziert.
Nachdem das Lied mit 104 Punkten im zweiten Semi-Finale das Finale des Eurovision Song Contests erreicht hatte, wurde das Duo mit 162 Punkten Dritter hinter der zweitplatzierten Türkei und der siegreichen Lena Meyer-Landrut aus Deutschland.